# 케냐 항공
케냐 항공(영어: Kenya Airways)은 케냐 최대의 항공사로 스카이팀의 정회원에 소속 되어있다. 조모 케냐타 국제공항을 허브 공항으로 삼고 있으며 몸바사의 모이 국제공항이 주요 취항지로 사용되고 있다. 이 외에도 아프리카와 유럽, 인도 반도를 대상으로 항공편을 운영하고 있다.

## 역사
1977년 영국의 식민지이며 동아프리카 3국의 지역협력 기구였던 동아프리카 공동체가 해산되고 뒤이어 동아프리카 항공(East African Airways)이 파산한 후 설립되었다. 완전 국가 소유였다가 1996년 4월 민영화가 되면서 아프리카의 항공사들 가운데 가장 성공적이고 안정적인 길을 걸었다. 2004년 케냐항공 카고(Kenya Airways Cargo)와 국내선 운항 항공사인 플라밍고 항공(Flamingo Airlines)을 재설립했다. 같은 해 보잉 737-700, 보잉 767-300ER 기종을 도입했다. 2005년 7년 동안 5번째로 올해의 아프리카 항공으로 선정되었다. 2006년 이용객 수가 260만 명으로 집계되었다. 2007년 9월 4일 세계 제 2의 항공 동맹이자 대한항공, 델타 항공, 아에로멕시코, 에어프랑스가 주도하고 있는 스카이팀에 가입했다. 2010년에 민간 수송기 업체를 인수하여 물류수송 서비스를 강화하기 시작했다. 2013년에 발생한 에볼라 바이러스로 인해 적자가 누적이 되면서 수익성 개선을 위해 2015년 7대의 보잉 777-200ER, 보잉 777-300ER 기종을 GECAS에 반환했다.

## 운항 노선
- 2012년 7월 기준으로 케냐 항공은 다음과 같은 노선을 운항하고 있다.

### 코드쉐어 협정
- 케냐 항공은 다음과 같은 항공사와 코드쉐어 협정을 맺고 있다. 또한 스카이팀 회원사와 코드쉐어가 가능하다.[2]

| - KLM (스카이팀) - 가루다 인도네시아 항공 (스카이팀) - 대한항공 (스카이팀) - 로열 에어 모로코 (원월드) - 베트남 항공 (스카이팀) - 브루키나 항공 - 아에로플로트 (스카이팀) - 에어 나미비아 - 에어 모리셔스 - 에어 모잠비크 | - 에어 브루키나 - 에어 프랑스 (스카이팀) - 에티하드 항공 - 오만 항공 - 이집트 항공 (스타 얼라이언스) - 점보제트 - 중국남방항공 - 중국동방항공 (스카이팀) - 쿨룰라 에어 - 프레시션 에어 | - 홍콩 항공 |

## 보유 기종
- 2020년 5월 기준으로 케냐 항공은 다음과 같은 기종을 보유하고 있으며 평균 기령은 8.6년이다.[3][4]

## 사건 및 사고
- 2000년 1월 30일, 아비장 ~ 라고스 ~ 나이로비행 케냐 항공 431편 에어버스 A310-300 항공기가 아비장 공항을 이륙 직후 공항 동쪽 2Km의 대서양에 추락했다. 이 사고로 탑승하고 있던 승객과 승무원을 포함한 169명이 사망하고 승객 10명만 생존했다.
- 2007년 5월 5일, 아비장 ~ 두알라 ~ 나이로비행 케냐 항공 507편 보잉 737-800 항공기가 이륙 도중에 두알라 국제공항 남동쪽 약 5.5km 떨어진 카메룬 남부 열대 우림 습지대에 추락했다. 이 사고로 탑승하고 있던 승객과 승무원을 포함한합계 114명 전원이 사망했다.

## 같이 보기
- 에어 프랑스-KLM

## 사진

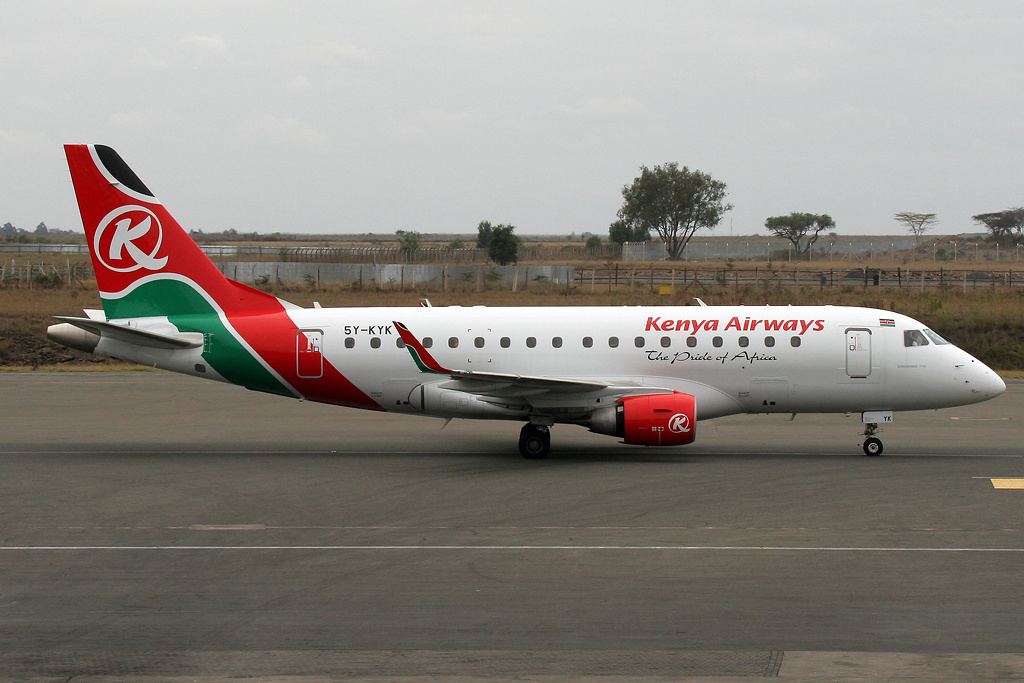
케냐 항공의 엠브라에르 E-170
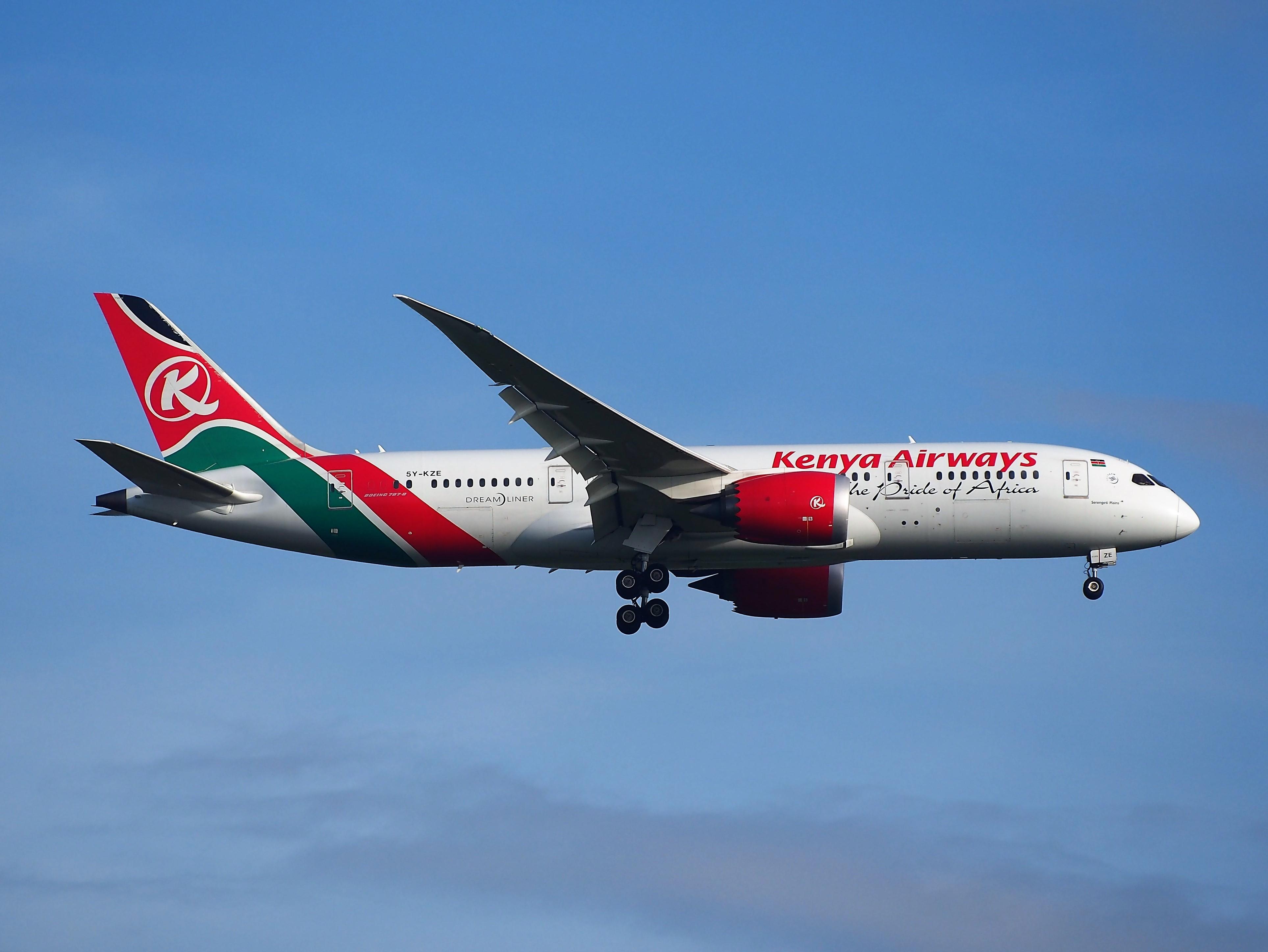
케냐 항공의 보잉 787-8
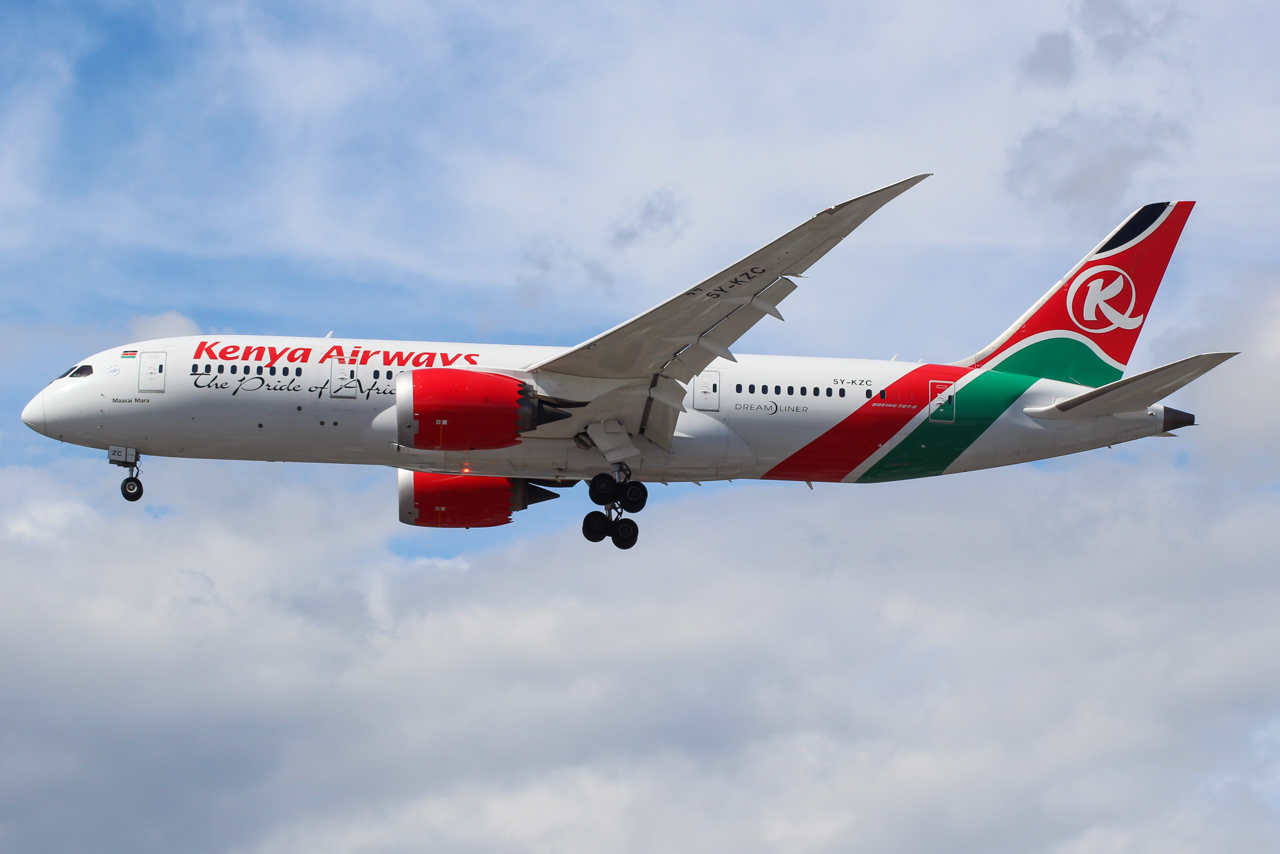
케냐 항공의 보잉 787-8